# Dieux ennemis
 (mai 2025).
Motif : Aucuen source secondaire d'envergure nationale
- Archive Wikiwix
- Bing
- Cairn
- DuckDuckGo
- E. Universalis
- Gallica
- Google
- G. Books
- G. News
- G. Scholar
- Persée
- Qwant
- (zh) Baidu
- (ru) Yandex

| 1. | Préciser le motif de la pose du bandeau. | Précisez le motif de la pose du bandeau en utilisant la syntaxe suivante : {{admissibilité à vérifier\|date=mai 2025\|motif=remplacez ce texte par le motif}}                      |
| 2. | Informer les utilisateurs concernés.     | Pensez à avertir le créateur de l'article, par exemple, en insérant le code ci-dessous sur sa page de discussion : {{subst:avertissement admissibilité à vérifier\|Dieux ennemis}} |

Dieux Ennemis est un jeu de rôle français publié par Les XII Singes en novembre 2014. Il s'agit de l'adaptation et réinterprétation francophone du jeu Enemy Gods de John Wick, paru en 2004. Ce jeu a remporté le Grog d'Or 2020, une distinction décernée par le site Guide du Rôliste Galactique.

## Description générale
Dans Dieux Ennemis, les joueurs incarnent à la fois un héros mythique et un dieu issu d’un panthéon fictif. Ce double rôle illustre l’interdépendance entre les actions humaines et l’influence divine dans un univers inspiré des légendes antiques.
Le jeu repose sur une mécanique originale où chaque joueur interprète deux entités : un mortel héros au destin extraordinaire, et une divinité qui soutient ou manipule les actions des autres personnages. Cette dualité introduit des dynamiques de jeu collaboratives et compétitives uniques.

## Univers
L’univers de Dieux Ennemis est un monde de sword & sorcery nommé le Monde, qui remplace l’univers de Shanri de la version originale. Ce cadre présente un panthéon de dieux actifs, un continent central divisé en régions culturelles et politiques, et une opposition constante avec les dieux déchus, entités maléfiques cherchant à corrompre l’humanité.

## Système de jeu
Le système repose sur la narration partagée et une mécanique de résolution par dés à six faces. Une action peut être entreprise par la volonté propre du héros (via un score d’Hubris) ou par intervention divine (via un score de Dévotion). Le nombre de dés lancés dépend des historiques du personnage, de ses dévotions et des avantages contextuels.
Les réussites sont calculées selon le nombre de résultats pairs obtenus (ou selon une alternative proposée dans la VF : 4-6 contre 1-3). Le combat, plus technique, s'appuie sur des scores de défense liés à la dévotion au dieu des batailles, et les blessures confèrent des bonus cumulatifs.

### Création de personnage
La création de héros suit la structure du monomythe de Joseph Campbell, avec des étapes telles que l’appel à l’aventure, la traversée du désert, ou la rencontre avec la Bête. Les joueurs attribuent des points à des Historiques ouverts et choisissent une Faiblesse, ainsi qu’un score initial d’Hubris.
Chaque joueur crée également un dieu, à partir du panthéon proposé ou de manière originale. Ces dieux disposent d’un nombre de points de Divinité proportionnel à la dévotion reçue. Ils peuvent bénir, maudire, inspirer ou intervenir dans le monde des mortels, selon leurs domaines d’influence.

## Matériel[2]
L’édition française se présente sous la forme d’un coffret comprenant :
- Quatre livrets (Héros, Dieux, Secrets, Aventures)
- Un écran de jeu
- Une carte du monde en couleur (48 × 69 cm)
- Une couverture folio

Chaque livret détaille une facette du jeu, de la création de personnage à la description du monde, en passant par les scénarios et les secrets réservés au meneur.

## Gamme[2]
La gamme française s’est enrichie de nombreux suppléments, chacun dédié à un dieu, un domaine ou une région :
- Le Foyer (mars 2015)
- La Fortune (juin 2015)
- L'Amour (septembre 2015)
- Les Champs de Bataille (février 2016)
- L'Artisanat (mars 2017)
- La Sagesse (juillet 2017)
- La Justice et Initiative ! (janvier 2020)
- Les Arcanes du Monde (janvier 2020)

## Auteurs et équipe[2]
- Création : Jean-Baptiste Lullien, Franck Plasse, Maxime Plasse, John Wick (VO)
- Illustrations : Dusan Kostic, Pawel Dobosz, William McAusland, Maxime Plasse, Maciej Zagórski
- Cartographie : Maxime Plasse
- Traduction : Jean-Baptiste Lullien, Franck Plasse

## Réception
Dieux Ennemis a été salué pour son originalité, sa richesse thématique et son approche narrative et immersive. Il a remporté le Grog d'Or 2020, preuve de sa reconnaissance au sein de la communauté rôliste francophone.